# Valter Molea
Valter Molea, född den 8 juli 1966 i Neapel i Italien, är en italiensk roddare.
Han tog OS-silver i fyra utan styrman i samband med de olympiska roddtävlingarna 2000 i Sydney.